# Língua dano-norueguesa

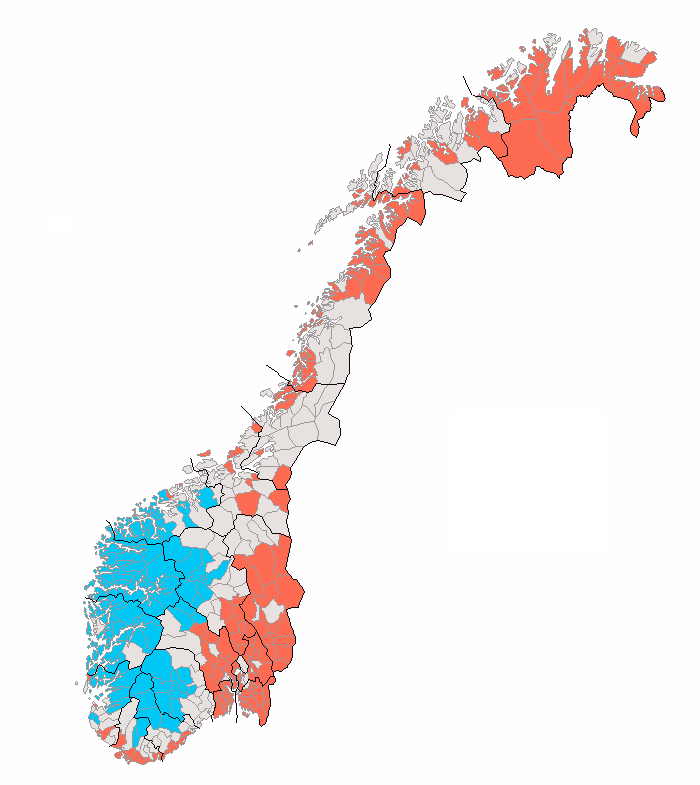
Mapa da Noruega mostrando as comunas onde se usa Bokmål e Nynorsk
Bokmål
Nynorsk
Neutra

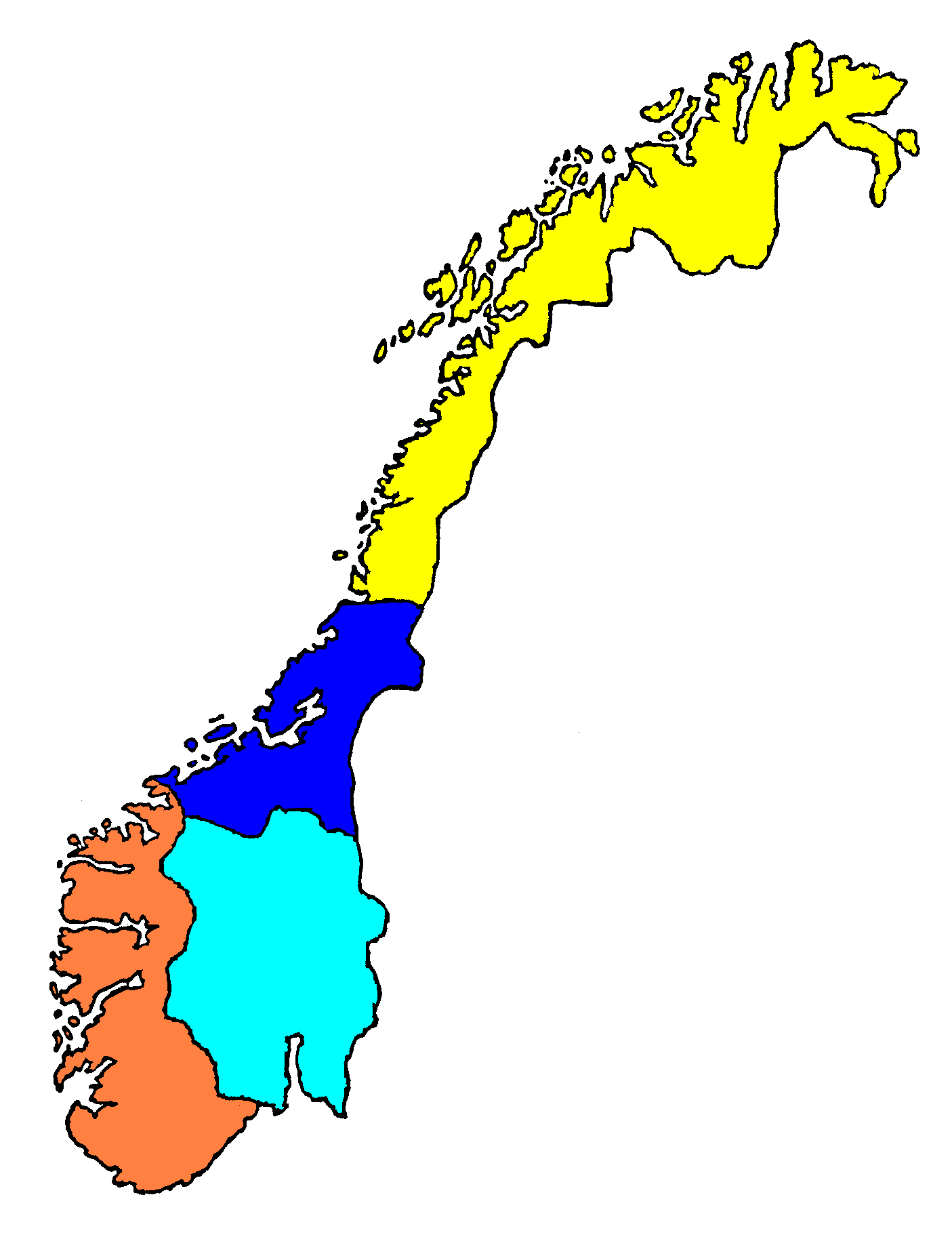
Mapa dos dialetos da Noruega
Norueguês do leste - Østlandsk
Norueguês do centro - Trøndersk
Norueguês do oeste - Vestlandsk
Norueguês do norte - Nordlandsk

O bokmål norueguês (norsk bokmål, "língua dos livros") ou danonorueguês (em norueguês: Bokmål;  PRONÚNCIA) é uma das duas formas de escrita (målformene) da língua norueguesa, sendo a outra o novo norueguês ou neonorueguês (norsk nynorsk, "novo norueguês").
Se por um lado a língua escrita tem duas formas, a língua falada é fortemente dialetal, não havendo uma pronúncia oficial comum.
| Português          | Bokmål          | Nynorsk        |
| ------------------ | --------------- | -------------- |
| um homem pequeno   | en liten mann   | ein liten mann |
| uma mulher pequena | en liten kvinne | ei lita kvinne |
| os barcos          | båtene          | båtane         |
| as casas           | husene          | husene         |

A língua norueguesa tem duas formas de escrita porque durante aproximadamente quatro séculos (1536–1814) a Noruega fez parte do Reino da Dinamarca e Noruega, escrevendo os noruegueses em dinamarquês, apesar de falarem dialetos noruegueses.
No fim do séc. XIX, ganhou força a vontade de os noruegueses criarem uma língua escrita própria. Duas correntes de opinião então surgiram: a dos que preferiam construir uma adaptação norueguesa da grafia dinamarquesa e a dos que preferiam construir uma grafia nova baseada nos dialetos mais tradicionais do país.
O resultado dessa contenda foi a criação de duas formas de escrita: o bokmål, baseado na grafia dinamarquesa, e o nynorsk, baseado nos dialetos tradicionais.

## Uso
Das duas formas de escrita do país, o bokmål é a mais antiga e a mais utilizada (estimativa: 85%–90% da população), enquanto o nynorsk é usado pela minoria (estimativa: 10%–15%).
Segundo a legislação do país, toda informação oficial deve estar disponível nas duas formas de escrita. Igualmente estão as autoridades obrigadas a responder aos cidadãos na forma escrita que eles adotarem. Nas rádios e canais estatais de televisão (NRK) é obrigatório que pelo menos 25% esteja em nynorsk.
Nas escolas, todos os alunos aprendem as duas formas de escrita, com exceção dos alunos imigrantes e dos estudantes estrangeiros que apenas necessitam aprender o Bokmål.
Na Wikipédia, existem as duas formas com a designação Norsk bokmål e Norsk nynorsk.

## História
A ortografia da primeira língua foi adotada oficialmente em 1907 sob o nome riksmål, após estar em desenvolvimento desde 1879. Foi uma adaptação do dinamarquês escrito, que era habitualmente usado desde a união do passado com a Dinamarca, para o Dano-norueguês falado pelos noruegueses urbanos e intelectuais da elite, especialmente na capital. Em 1923, quando o grande jornal conservador Aftenposten adotou a ortografia de 1907, a escrita dinamarquesa estava praticamente fora de uso na Noruega.
O nome Bokmål foi adotado oficialmente em 1929, juntamente com uma reforma radical e nova linguagem, com o objetivo de unir as duas formas de linguagem em Samnorsk, em algum momento no futuro. Esta reforma, contudo, encontrou forte oposição, inicialmente pela elite intelectual, que manteve a velha ortografia riksmål. Após a Segunda Guerra Mundial, a luta contra o samnorsk aumentou e tornou-se em movimento popular, mais ou menos sem precedentes na Noruega a essa data. Mais tarde, reformas na língua reverteram muitas das formas radicais em Bokmål, de modo que a ortografia atual é próxima ao que é defendido pelos partidários de riksmål. O processo de unificação de linguagem foi interrompido a partir de 1960, mas não abandonado oficialmente até 2002.
Após ser a única língua ensinada nas escolas no final do século 19, houve um declínio no uso do riksmål/bokmål logo antes e durante a Segunda Guerra Mundial, quando o nynorsk foi expandido para mais municípios da Noruega, e mais de um terço do total de alunos do ensino primário foram ensinados nessa forma de linguagem. Após a guerra, houve uma mudança, e o bokmål recuperou grande parte do terreno até 1975. Depois de um ligeiro declínio em 1990, o bokmål, desde então, teve um aumento lento, mas constante, e é agora (2011) a língua de preferência de 87% dos alunos da escola primária. Nynorsk é hoje uma língua apenas regional para os quatro condados ocidentais da Noruega.